# Motorola, Inc.
A Motorola, Inc. egykori informatikai és híradástechnikai eszközöket gyártó cég, mely Galvin Manufacturing Corporation név alatt kezdte működését 1928-ban. A nevét 1947-ben változtatta Motorolára, ami védjegyként már az 1930-as évektől be volt jegyezve. A cég kirendeltségei az illinoisi Schaumburg és egy chicagói külvárosban voltak. Miután 2007–2009 között 4,3 milliárd dollár veszteséget termelt, a társaság 2011. január 4-én két független cégre, a Motorola Mobility és a Motorola Solutions cégekre szakadt.

## Történelem
Az alapító Paul Galvin akkor jött elő a Motorola névvel, amikor a cég autókba való rádiókat kezdett el gyártani. Számos cég a kezdetekkor gramofonokat (fonográfokat), rádiókat és egyéb audioberendezéseket gyártott, ezek a cégek a 20. század elején használták az „-ola” ragot, leghíresebbé a Victrola vált.
A Motorola számos terméke összefügg a rádiózással, kezdve a rádiókhoz való szivargyújtó-átalakítóktól a világ első kézi adó-vevőin (walkie-talkie) át a katonai híradástechnikai eszközökig és a gyári telefonkészülékekig. A cég a félvezetők terén is erős, beleértve a számítógépekben használt chipeket is. A Motorola az elsődleges szállítója az Apple Macintosh és Power Macintosh személyi számítógépeknek. Ezt a fajta chipet későbbi számítógépcsaládokban is alkalmazták, mint például a PowerPC-ben, melyet az IBM-mel közösen fejlesztettek ki. A Motorola kommunikációs termékek egész sorával rendelkezik, beleértve a műholdvevő rendszereket, digitális kábeltévé-dobozokat, modemeket.
2004 februárjában a Motorola bejelentette, hogy félvezető-üzletágát egy új cégbe különíti el, melynek neve Freescale. Az új céget 2004 júliusa óta jegyzik a New York-i tőzsdén.
2014 októberében a Lenovo megvette Motorola Mobility céget a Google-től (az üzletet október 30-án véglegesítették).